# Hylopanchax
Hylopanchax is een geslacht van straalvinnige vissen uit de familie van Poeciliidae (Levendbarende tandkarpers).

## Soorten
- Hylopanchax leki Van der Zee, Sonnenberg & Schliewen, 2013[1]
- Hylopanchax moke Van der Zee, Sonnenberg & Schliewen, 2013[1]
- Hylopanchax ndeko Van der Zee, Sonnenberg & Schliewen, 2013[1]
- Hylopanchax paucisquamatus  Sonnenberg, John P. Friel-Friel & Van der Zee, 2014[2]
- Hylopanchax silvestris Poll & J. G. Lambert, 1958
- Hylopanchax stictopleuron Fowler, 1949